# Bonnevoie
Bonnevoie (Bouneweg en luxembourgeois, Bonneweg en allemand) est une localité faisant partie de la ville de Luxembourg. Elle est composée de deux quartiers de Luxembourg-Ville situés dans l’extrême Sud-Est : Bonnevoie-Sud et Bonnevoie-Nord / Verlorenkost. Avec plus de 16 000 habitants, c'est l'endroit le plus peuplé de la ville.

## Histoire
Bonnevoie faisait partie de la commune de Hollerich jusqu'à la fusion de Hollerich avec Luxembourg-Ville le 27 mars 1920. Le 7 avril 1914, la section de commune Hollerich-Bonnevoie reçut le titre de ville.

## Personnalités liées à la localité
- Gabriel Lippmann, physicien franco-luxembourgeois né le 16 août 1845 à Bonnevoie.

## Divers
- Ecole Primaire Gellé
- Ecole Verger
- Ecole Demy-Schlechter
- Lycée Technique de Bonnevoie